# Izločala
Izločála so organi za izločanje organizmu nepotrebnih ali škodljivih presnovkov (ledvice, ledvični meh, sečevod, sečni mehur, sečnica).
V telesu nastajajo odpadni produkti, ki bi se v telesu kopičili in postali nevarni, če se ne bi izločali. Najpomembnejši organ izločal so ledvice, ki s sečem izločajo neuporabne presnovke iz telesa, na primer sečnino, ki nastane, ko celice razgradijo beljakovine. Poleg sečil pa so za izločanje odpadnih produktov pomembna tudi dihala (z izdihanim zrakom se izločata na primer vodna para in ogljikov monoksid), prebavila (omogočijo izločanje določenih odpadnih produktov z blatom), in koža (z znojem se izločajo voda in majhne količine sečnine ter soli).